# Paul Delsemme
Pour les articles homonymes, voir Delsemme.
Paul Delsemme, né le 31 janvier 1913 à Schaerbeeck et mort le 26 juin 2008 est un historien belge de la littérature. Il s'est particulièrement intéressé aux symbolistes.

## Biographie
L’Académie française lui décerne le prix de la langue-française en 1960.

## Publications
- George Garnir. Les meilleures pages présentées par Paul Delsemme, 1956
- Un théoricien du Symbolisme, Charles Morice, 1958
- Teodor de Wyzewa et le Cosmopolitisme littéraire en France à l'époque du Symbolisme, 1967
- L'Œuvre dramatique, sa structure et sa représentation, 1979
- Les Grands Courants de la littérature européenne et les écrivains belges de langue française, 1995
- Les Écrivains francs-maçons de Belgique, 2004 (disponible sur la Digithèque de l'ULB)